# Walter Linse

Walter Linse in sowjetischer Haft, 1953

Walter Linse (* 23. August 1903 in Chemnitz; † 15. Dezember 1953 in Moskau) war ein deutscher Jurist. Er arbeitete für den West-Berliner Untersuchungsausschuss Freiheitlicher Juristen (UFJ), der Menschenrechtsverletzungen in der DDR dokumentierte. Am 8. Juli 1952 wurde er vom Ministerium für Staatssicherheit (MfS) nach Ost-Berlin entführt und im Dezember 1953 im Moskauer Butyrka-Gefängnis hingerichtet. 1996 wurde er als politisches Opfer durch den russischen Generalstaatsanwalt rehabilitiert. Seine frühere Tätigkeit während der Zeit des Nationalsozialismus als Beauftragter für die „Arisierung“ jüdischer Unternehmen bei der Industrie- und Handelskammer wurde 2007 in der Öffentlichkeit bekannt und zum Anlass einer anhaltenden Kontroverse über sein damaliges Verhalten und seine Persönlichkeit.

## Leben
Linse war der Sohn eines Postsekretärs in Chemnitz und besuchte dort zunächst die Realschule und dann die Oberrealschule. Nach dem Abitur (1924) studierte er Rechtswissenschaften in Leipzig, wo er im Sommersemester 1924 Mitglied des Corps Saxo-Borussia Leipzig (heute Landsmannschaft Hansea auf dem Wels) wurde. 1927 legte er nach nur sieben Semestern das Erste juristische Staatsexamen ab, anschließend absolvierte er ein Referendariat in Sachsen und 1931 in Dresden das Zweite juristische Staatsexamen. Er war danach als Assessor im sächsischen Staatsdienst und Hilfsrichter in Leipzig tätig, schied jedoch Ende 1933 aus unbekannten Gründen aus dem Staatsdienst aus. In der Folgezeit bereitete er eine juristische Dissertation über den Begriff des „untauglichen Versuchs“ im Strafrecht vor und wurde 1936 an der Universität Leipzig promoviert.

### Zeit des Nationalsozialismus
1938 trat er als Referent in die Industrie- und Handelskammer in Chemnitz ein, übernahm dort im September 1938 die „Bearbeitung von Entjudungsvorgängen“ und war bis 1940/41 ausschließlich mit der „Arisierung“ der sich im Eigentum von Juden befindenden Gewerbebetriebe im Bezirk Chemnitz betraut. Am 27. August 1940 beantragte er die Aufnahme in die NSDAP und wurde zum 1. Oktober desselben Jahres aufgenommen (Mitgliedsnummer 8.336.675). Eine Unterschrift von Linse findet man dort nicht. Außerdem ist sein Vorname geringfügig abweichend geschrieben (in der unverkürzten Schreibung Walther). Nach dem Abschluss der „Arisierung“ war er als "Kräftebedarfsreferent" der IHK Chemnitz tätig und
übernahm dabei auch Aufgaben im Rahmen des „totalen Kriegseinsatzes“ bei der Koordinierung von jüdischer Zwangsarbeit und war hierbei unter anderem dafür zuständig, Anträge kriegswichtiger Unternehmen auf Freistellung „halbjüdischer“ Mitarbeiter von Einsätzen als Zwangsarbeiter in der Organisation Todt zu bearbeiten. Sein Referat IIIe blieb bis 1945 für alle „Judenangelegenheiten“ in der IHK Chemnitz zuständig.

### Sowjetische Besatzungszone
Nachdem Chemnitz am 8. Mai 1945 von sowjetischen Truppen besetzt worden war, blieb Linse weitgehend unangefochten im Amt und ließ noch im Juni 1945 eine Notiz zu den Akten der IHK nehmen, in der er die „Arisierung“ jüdischer Unternehmen zwar als „Unrecht“ bezeichnete, sich aber gegen eine Rückgabe an die ursprünglichen jüdischen Eigentümer aussprach, solange die Wiedergutmachung nicht reichs- oder landeseinheitlich geregelt sei.
Er musste sich allerdings wegen zweier Anzeigen 1945 und 1948 aufgrund seiner früheren Mitgliedschaft in der NSDAP rechtfertigen. Linse leugnete diese, indem er angab, unter Druck seines Vorgesetzten sich zur Mitgliedschaft zwar angemeldet, aber nie in die Partei eingetreten zu sein. Im Juni 1945 wurde ihm durch einen Mitbürger namens Eugen Fischer bescheinigt, dass er während des Krieges einer Widerstandsgruppe mit Namen „Ciphero“ angehört habe, die jedoch nur durch zwei derartige Erklärungen Fischers und ansonsten nicht weiter bezeugt ist. Auch in späteren Jahren wurde ihm noch einmal durch einen Brief bescheinigt, dass er „unter Aufopferung seiner Existenz“ zur Rettung eines Juden aus dem KZ Buchenwald beigetragen habe. Die durch die Anzeigen ausgelösten polizeilichen Ermittlungen blieben jeweils ohne Ergebnis, Linse zog daraus jedoch die Konsequenz, dass er 1945 ein kurzzeitiges Engagement in der LDP wieder beendete und seinen Wunsch, Wirtschaftsminister zu werden, nicht weiter verfolgte.
Linse stieg zum Hauptgeschäftsführer der IHK auf und führte in dieser Funktion 1946/47 die Entnazifizierung der steuer- und wirtschaftsberatenden Berufe bei der IHK Chemnitz durch, wobei der von ihm geleitete Ausschuss in den entsprechenden Prüfungsverfahren in einigen Fällen auch schwerbelasteten Personen die Genehmigung zur Weiterführung ihres Berufs erteilt haben soll.
Er blieb bis Juni 1949 als Hauptgeschäftsführer der IHK Chemnitz tätig und soll zu dieser Zeit der letzte IHK-Hauptgeschäftsführer in der Sowjetischen Besatzungszone gewesen sein, der noch nicht Mitglied der SED geworden war.

### West-Berlin
Anfang 1949 flüchtete Linse nach West-Berlin, wo er zunächst als Syndikus eines Industrieunternehmens tätig war. Im Januar 1951 nahm er eine Arbeitsstelle beim Untersuchungsausschuss Freiheitlicher Juristen an, beriet Gewerbetreibende aus der DDR in Enteignungsfragen und wurde Leiter der Wirtschaftsabteilung. Im Jahre 1952 war Linse mit der Vorbereitung eines Internationalen Juristen-Kongresses in Berlin beschäftigt, der zwischen dem 25. und 28. Juli stattfand und zu dem Juristen aus 42 Ländern erschienen. Aus dem Kongress ging die Internationale Juristenkommission hervor.

### Entführung und Tod
Dem Ministerium für Staatssicherheit und dem sowjetischen Geheimdienst MGB waren diese Vorbereitungen bekannt. Mit einer Entführung Linses sollte der Kongress verhindert werden oder wenigstens Schaden nehmen. Zur Entführung warb der MfS-Offizier Paul Marustzök auf Weisung Bruno Beaters im Juni 1952 den schwerkriminellen Berliner Bandenführer Harry Bennewitz an, der in der Ost-Berliner Stadtvogtei in Untersuchungshaft saß. Marustzök stellte mit Zustimmung Erich Mielkes aus Bennewitz und drei anderen Kriminellen die Entführungsbande zusammen. Nachdem seit der Befehlserteilung am 14. Juni fünf Versuche, Linse zu entführen, gescheitert waren, wurde die Planung verändert. Am 8. Juli 1952 brachte das MfS ein West-Berliner Taxi vom Typ Opel Kapitän samt Fahrer in seine Gewalt, während ein eigens vom MfS für Bennewitz in West-Berlin angeschaffter Neuwagen gleicher Bauart, nun mit dem Original-Taxi-Schild und dem Kfz-Kennzeichen präpariert, zur Entführung Linses benutzt wurde. Morgens gegen 7:30 Uhr, wenige Meter von seinem Wohnhaus entfernt in der Gerichtsstraße 12 in Berlin-Lichterfelde, bat ihn ein Mitglied der Bande um Feuer. Linse, der in seiner Aktentasche suchte, wurde angegriffen und trotz heftiger Gegenwehr in den Wagen gezogen. Als Linse sich weigerte, seine heraushängenden Beine in den Wagen zu ziehen, schoss ihm Bennewitz in eine Wade. Ein Lieferwagenfahrer, der vergeblich versuchte, das Auto zu rammen, wurde beschossen. Er hielt ein Polizeifahrzeug an, das die Verfolgung aufnahm, doch das Entführungsfahrzeug entkam mit hoher Geschwindigkeit aus dem amerikanischen Sektor in die DDR nach Teltow. Dort wartete Marustzög, der zu Linse in das Entführungsfahrzeug stieg, um ihn in das „U-Boot“ einzuliefern, die zentrale Untersuchungshaftanstalt des MfS in Ost-Berlin. Die Bande und ihr Familienanhang verbrachte die Zeit vom 21. Juli bis 2. September 1952 in einem Erholungsheim des MfS in Heringsdorf, weil die Aktion unerwartet hohe Wellen in der westlichen Öffentlichkeit geschlagen hatte. Währenddessen besorgte das MfS für sie und weitere sieben in den Fall verwickelte Geheime Mitarbeiter und deren Angehörige neue, in der gesamten DDR verstreute Wohnsitze.
Linse saß bis Dezember 1952 im MfS-Gefängnis in Hohenschönhausen in Haft. Das MfS zeichnete seine Selbstgespräche und Gebete mit versteckten Mikrofonen auf. Anschließend übergab das MfS ihn an den sowjetischen Geheimdienst MGB (Vorläufer des KGB), in Berlin-Karlshorst. Zermürbt von den Verhören, bekannte sich Linse gegenüber den Vernehmern der Spionage und Subversion gegen die DDR für schuldig. Am 23. September 1953 verurteilte ihn ein sowjetisches Militärgericht wegen „Spionage, antisowjetischer Propaganda und Bildung einer antisowjetischen Organisation“ zum Tode.
Nach seinem Kassationsbegehren wurde er in die Moskauer Lubjanka verlegt. Dort bestätigte das Militärkollegium des Obersten Gerichtshofs der Sowjetunion am 15. Dezember 1953 das bestehende Gerichtsurteil. Linse wurde am gleichen Tag im Butyrka-Gefängnis in Moskau erschossen. Der Leichnam wurde in einem Krematorium auf dem Gelände des Donskoi-Friedhofs verbrannt und seine Asche in einem Massengrab bestattet.
In West-Berlin fand zwei Tage nach der Entführung eine Protestkundgebung zur Freilassung Linses vor dem Rathaus Schöneberg statt, an der 25.000 Menschen teilnahmen. Ernst Reuter appellierte an das Weltgewissen. Als Reaktion auf die Entführung mit einem Pkw wurden die Straßenübergänge von West-Berlin nach Ost-Berlin und in die DDR bis auf wenige kontrollierte Übergänge für den Fahrzeugverkehr mit Barrieren versperrt.

## Nachspiele der Entführung
Ein Bandenmitglied namens Knobloch hatte wenig später vor Freunden erst mit der Fangprämie und dann auf Nachfrage mit der Tat geprahlt. Knobloch musste daher auf Anordnung des MfS nach Leipzig umziehen, um sich zu verstecken. Von dort aus brach er im März 1953 heimlich nach West-Berlin auf, um einen schon länger geplanten Einbruch zu begehen. Vorher besuchte er den in West-Berlin wohnenden Bruder seiner Verlobten, der von der Entführung wusste. Dieser verständigte die Polizei, die Knobloch am Tatort festnahm. Im folgenden Prozess konnte durch den geständigen Angeklagten der Hergang von Linses Entführung minutiös aufgeklärt werden. Die 2. Große Strafkammer des Landgerichts Berlin verurteilte Knobloch am 4. Juni 1954 zu zehn Jahren Zuchthaus. Nach Verbüßung seiner Strafe ging er nach Ost-Berlin zurück, wo er 1992 verstarb.
Der Prozess gegen Knobloch hatte endgültig vor aller Welt die Rolle des MfS im Fall Linse offenbart. Marustzöks Karriere als Entführungsspezialist endete mit einer Versetzung nach Leipzig. Seine Nachfolge in der Betreuung der Bandenmitglieder trat im MfS Otto Knye an.
Bandenchef Bennewitz hatte sich in Hotels als MfS-Mitarbeiter ausgegeben, stellte immer neue Unterhaltsforderungen und drohte damit, die Zusammenarbeit mit dem MfS zu beenden. Er musste ebenfalls nach Leipzig umziehen. Im September 1953 hatte Knye Bennewitz zu einer Übersiedlung nach Polen überredet, wo er sofort mit neuer Identität als Portugiese dem Bruderorgan MBP zwecks Bekämpfung von Devisenvergehen im Danziger Hafen übergeben wurde. Trotz Heirat und monatlicher Schweigegeldzahlung sowie Sachleistungen für private Schwarzmarktgeschäfte durch das MfS gelang es Bennewitz nicht, in Polen Fuß zu fassen. Zwei Jahre nach seiner Rückkehr verunglückte Bennewitz im November 1958 tödlich im Hafen Rostock. Die Angehörigen der Familie Bennewitz waren inzwischen zu Mitwissern der Entführung Linses geworden und erhielten bis in die 1980er Jahre vom MfS monatlich Schweigegeld in Höhe von vierhundert bis eintausend DDR-Mark.
Im Jahre 1991 wurde ein Ermittlungsverfahren wegen der Entführung Linses eingeleitet. Jedoch war von den Verantwortlichen 1995 nur noch Mielke am Leben. Auf Grund des § 154 der StPO wurde das Ermittlungsverfahren gegen Mielke wegen seiner bereits erfolgten Verurteilung als Mörder im Bülowplatzprozess eingestellt.
Ähnliche Schicksale anderer West-Berliner Antikommunisten wie z. B. das von Günter Malkowski und anderer Studenten der Freien Universität Berlin wurden erst in den 1990er Jahren aufgearbeitet. Nach dem Bau der Berliner Mauer ging die Stasi auch vermehrt zu Morden und Mordversuchen im Westen über, statt die Dissidenten in den Osten zu verschleppen, wie etwa in den Fällen von Bernd Moldenhauer und Wolfgang Welsch.

## Nachträgliche Beurteilung Linses in der Bundesrepublik
Im Mai 1960 hatte das Sowjetische Rote Kreuz auf Anfrage der deutschen Schwesterorganisation mitgeteilt, dass Linse am 15. Dezember 1953 in einem sowjetischen Gefangenenlager verstorben sei. Trotz des bald darauf verkündeten Dementis war diese Meldung das erste offizielle Eingeständnis der Verantwortung der Sowjetunion für die Entführung und den Tod Linses.

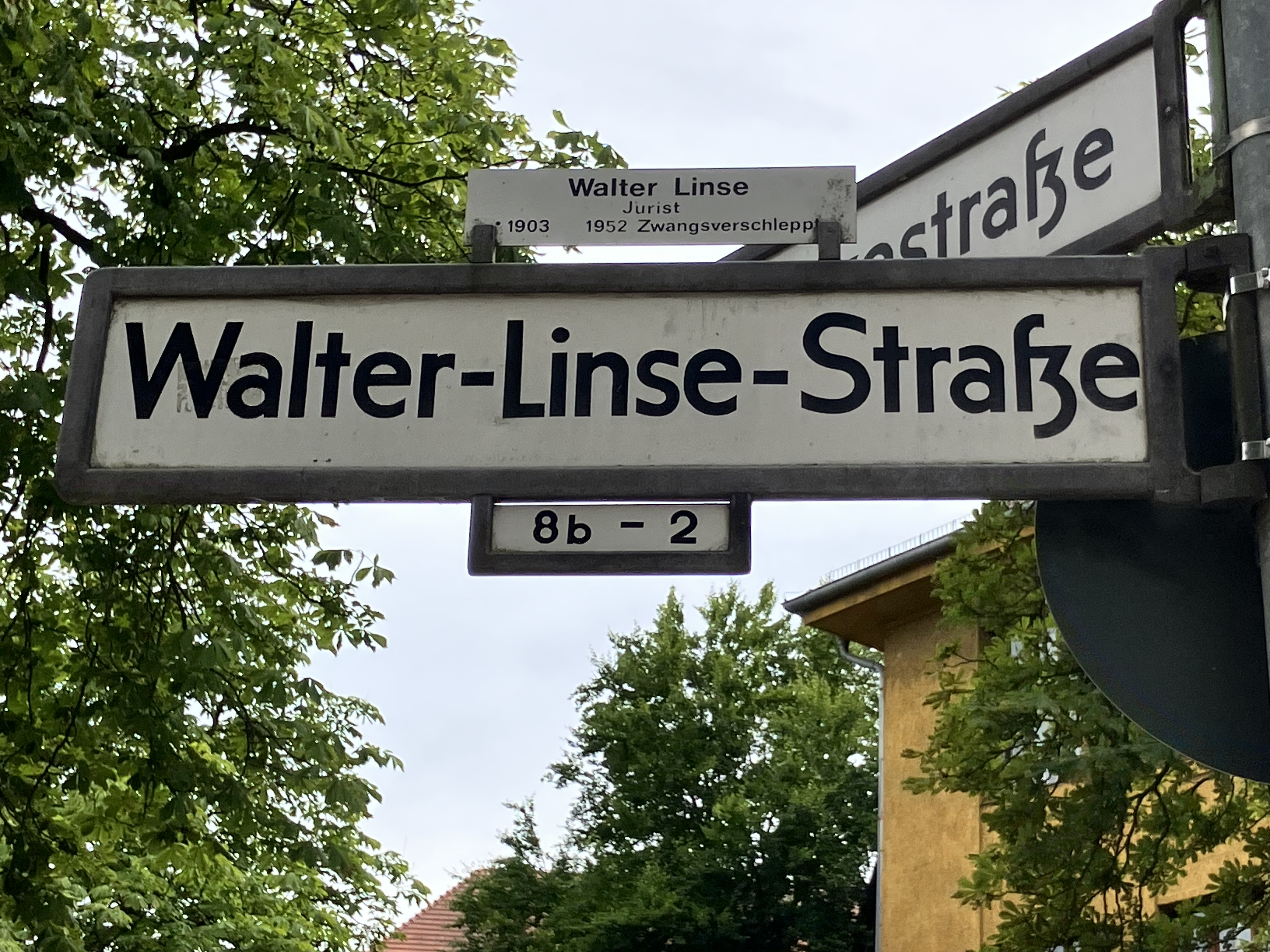
Straßenschild in Berlin-Lichterfelde

1961 wurde die Gerichtsstraße in Berlin-Lichterfelde in Walter-Linse-Straße umbenannt und am 16. Dezember 1962 wurde Linse in der Bundesrepublik Deutschland amtlich für tot erklärt. Der Generalstaatsanwalt Russlands rehabilitierte Linse am 8. Mai 1996 als politisches Opfer.
Am 29. Juni 2007 schrieb der Förderverein der Stasi-Gedenkstätte Berlin-Hohenschönhausen einen mit 5000 Euro dotierten „Walter-Linse-Preis“ aus zur Ehrung von Personen, die sich „in herausgehobener Weise um die Auseinandersetzung mit der kommunistischen Diktatur verdient gemacht haben“. Kurz zuvor hatte jedoch die Stiftung Sächsische Gedenkstätten eine Linse-Biographie des Politologen Benno Kirsch veröffentlicht, durch die erstmals Hinweise auf die von Kirsch hierbei weitgehend negativ gezeichnete Rolle Linses während der NS-Zeit öffentlich bekannt wurden. Nachdem der Berliner Landesbeauftragte für die Unterlagen des Staatssicherheitsdienstes der ehemaligen DDR, Martin Gutzeit, den Vorsitzenden des Fördervereins Jörg Kürschner am 6. Juli 2007 aufgefordert hatte, die Auslobung des Preises bis zu einer Klärung der Belastung Linses auszusetzen, kam der Förderverein dieser Forderung im August zwar nach, Kürschner nahm Linse jedoch engagiert in Schutz und bezichtigte Gutzeit seinerseits des „medialen Totschlags“ an dem Menschenrechtler Linse.
Im Auftrag des Landesbeauftragten legte der Jurist und Historiker Klaus Bästlein im September 2007 ein Gutachten zur Rolle Linses in den Jahren bis 1949 vor, das sich mit der Arbeit Kirschs kritisch auseinandersetzte und auf der Grundlage eigener Prüfung von Archivunterlagen und persönlichen Aufzeichnungen Linses zu dem Ergebnis kam, dass Linse sich zwar über seine Amtstätigkeit hinaus nicht mit antisemitischen Erklärungen hervorgetan habe, aber nicht nur als „Gehilfe“ des NS-Regimes, sondern aus historischer Sicht als ein „NS-Täter“ anzusehen sei, der die „Tatherrschaft“ bei der wirtschaftlichen Ausplünderung der Juden im Chemnitzer Bezirk gehabt und sich nicht davor gescheut habe, „Juden in massiver Weise unter Druck zu setzen oder bei der Gestapo zu denunzieren“. Nachdem auch der wissenschaftliche Beirat der Gedenkstätte Berlin-Hohenschönhausen den Förderverein aufgefordert hatte, wegen des noch ungeklärten Umfangs von Linses Verantwortung für NS-Unrecht auf diesen Namen zu verzichten, zog der Förderverein am 6. Dezember 2007 diesen Namen zurück und gab bekannt, dass der Preis stattdessen „Hohenschönhausen-Preis zur Aufarbeitung der kommunistischen Diktatur“ heißen solle.